# Raymond Abrezol
Raymond Abrezol est un chirurgien dentiste Suisse et un des pionniers de la Sophrologie en Europe. Il est connu pour avoir entraîné des sportifs suisses de haut niveau.    
Il est né a Lausanne en 1931, il fréquente les écoles primaires et secondaires à Lausanne et Montreux, et passe le certificat Maturité à Fribourg. En 1957, déjà proche de l'anesthésie, il présente sa thèse sur « l'influence des vitamines B et C en anesthésiologie » et obtient son doctorat à l'Université médecine de Lausanne. Dès 1960, il découvre l’implantologie dont il sera un des pionniers en Suisse.     
En 1963, lors du congrès de Barcelone en Espagne où il présente en compagnie du Dr Armand Dumont un nouvel implant en titane et une nouvelle technique chirurgicale, il participe également à une intervention chirurgicale maxillo-faciale sur un patient. Il assiste lors de cette intervention chirurgicale pratiquée sans anesthésie chimique, à une « anesthésie psychique », effectuée par le Dr. Isasi, anesthésiste et élève d'Alfonso Caycedo. Il constate qu'aucun saignement n'a eu lieu alors que ce type d'intervention est sanglante. La patiente se réveille sans difficulté quelque secondes après la fin de l'intervention. Il reste en Espagne  et assiste à plusieurs expériences de même nature. Sidéré par ces expériences, avec le Dr Armand Dumont, ils réunissent une trentaine de dentistes, chirurgiens et gynécologues et font venir Alfonso Caycedo à Lausanne. Caycedo leur donne un cours inaugural de sophrologie médicale et c'est un succès. Convaincu par la valeur scientifique de la sophrologie, Raymond Abrezol devient rapidement ami, élève et collaborateur d'Alfonso Caycedo. En 1965 Caycedo lui délègue ainsi qu'au Dr Armand Dumont la diffusion de la sophrologie en Europe, pour que lui même puisse partir en Orient. Il laisse dit-il ce projet en de bonnes mains. Alfonso Caycedo va rester deux ans en Inde et à son retour, en 1967 ils vont avec Jean-Pierre Hubert, qui parle d'Abrezol comme d'une « locomotive » diffuser la sophrologie sociale et clinique auprès du corps médical en France, Suisse, Belgique, Allemagne, Italie, Amérique du Sud et aux USA.        
Raymond Abrezol va pendant des années participer aux congrès donnés par Alfonso Caycedo, s'actualiser tous les ans en allant à Barcelone suivre son enseignement. Il se forme également en psychologie analytique junguienne à l'Institut C. G. Jung de Zurich et en médecine traditionnelle chinoise. En 1977, il crée à Neuchâtel en Suisse le collège International de Sophrologie Médicale. Responsable de la Sophrologie Clinique en Suisse et de l’enseignement de cette discipline, nombre de directeurs d'école de sophrologie ont été formés par lui. En 1980, il devient parrain de la Société Française de Sophrologie (SFS). En 1982 il est nommé Docteur honoris causa de la Faculté de Sophrologie de Bogota. Il devient aussi membre de la Société Américaine d'hypnose clinique, membre correspondant de la Société Américaine de médecine psychosomatique ainsi que de nombreuses autres sociétés médicales et directeur pour la Suisse du centre «Centro Américain de la Culture».       
Raymond Abrezol a écrit de nombreux livres, donné des centaines de conférences et de cours de formation en Suisse et partout dans le monde. Il a été publié dans des revues médicales européennes et américaines. Entre 1967 et 2004 il a entraîné des sportifs de haut niveau et les athlètes qu'il a entraîné ont remportés 204 médailles aux jeux olympiques et championnats du monde. Raymond Abrezol aimait l’aventure de la vie, l’Amazonie, l’Afrique, l’Amérique où il séjournait régulièrement, un de ses lieux de prédilection était l’Inde.      

## Préparation d'athlètes olympique
Sportif dès son plus jeune âge, il a joué en Ligue National 1 de hockey.  Après avoir terminé ses études de sophrologie en 1965, pendant lesquels il a passé son Brevet de moniteur de ski pour gagner un peu sa vie, il aide deux amis à améliorer leurs performances, l'un en tennis, l'autre en ski, grâce à la sophrologie. En 1967, un entraîneur national de ski lui demande d'entraîner quatre skieurs suisses pour les Jeux olympiques d'hiver de Grenoble de 1968,,, ce qui leur vaut trois médailles olympiques. L'année suivante, en 1969, il est engagé pour 5 ans afin de suivre officiellement l'équipe suisse de ski. C'est ainsi qu'il a formé des athlètes en boxe, cyclisme, escrime, voile, patinage, voltige, tennis, water-polo, golf et autres sports. Les athlètes entraînés par Raymond Abrezol ont remporté plus de 200 médailles olympiques et mondiales, entre 1967 et 2004.
Parmi les athlètes ayant intégré des exercices de sophrologie spécifiquement conçus à leur préparation, on compte parmi les plus connus: Bernhard Russi, Roland Collombin, Walter Tresch, Werner Mattle, Lise Marie Morerod et Marie-Thérèse Nadig (ski alpin); Walther Steiner et Hans Schmid (saut à ski); Fritz Chervet (boxe), Robert Dill-Bundi (cyclisme), Silvio Giobelina (bobsleigh) et Pierre Fehlmann (navigateur).
À la suite de ces succès, il a dispensé des formations à un grand nombre de médecins et d'entraîneurs sportifs, dont beaucoup ont ensuite dirigé des centres de formation dans toute la France.

## Critiques
En 2018, l'Association française pour l'information scientifique mentionne que les recherches de Raymond Abrezol qui reprend les grands classiques, malheureusement faux pour l'Afis, de latéralisation artificielle gauche/droite, rationnel/intuitif du cerveau humain (Grinder, etc.) et qu'il ne s’appuient pas sur des recherches scientifiques référencées ni sur des descriptions de ces méthodes qui permettraient alors de tester les effets de la stimulation spécifique de l’hémisphère droit.  

## Œuvres
- Sophrologie dans notre civilisation, (sophrologie), Édition Inter marketing group], 1973
- L'Anti-mouton humain, (sophrologie), Édition l'Âge d'homme, 1976
- Bien naître et bien être par la sophrologie ou l'Anti-mouton,  (sophrologie), Édition l'Âge d'homme, 1980
- Sophrologie et sports, (sophrologie), Édition Chiron, 1985
- Traité de sophrologie. 2, Méthode et techniques en collaboration avec le Dr Jean-Pierre Hubert (sophrologie), Éditions Trédaniel 1985
- Vaincre par la sophrologie, (sophrologie), Édition Soleil], 1985
- Tout savoir sur la sophrologie, (sophrologie), publié par Interforum, 1987
- Votre alimentation : symboles, énergie, (sophrologie), Édition Chiron, 1990
- Réussir ! : vaincre par la sophrologie, (sophrologie), Édition Vivez soleil], 1991
- Les chemins de la conscience, (sophrologie), Édition Jouvence, 1992
- Le pouvoir de la conscience maîtrisée, (sophrologie), Édition Jouvence, 1992
- Sexualité épanouie : l'approche sophrologique, (sophrologie), Édition Jouvence, 1992
- Au delà de la conscience, (sophrologie), Édition Jouvence, 1993
- Tout savoir sur la sophrologie, (sophrologie), publié par Randin], 1993
- Vivre heureux ici et maintenant : d'amour, de bonheur, de réussite, (sophrologie), publié par Trois fontaines], 1993
- Vers une conscience totale, (sophrologie), Édition Jouvence, 1994
- Se libérer de ses chaînes : la vie au-delà de la TV, (sophrologie), Édition Jouvence, 1995
- Cerveau & conscience : de la matière et de l'esprit , (sophrologie), publié par Bernet-Danilo], 1999
- Sexualité épanouie : l'approche sophrologique, (sophrologie), Édition Jouvence, 2002
- La quête de l'excellence tome 1: Comment augmenter ses performances, Édition Lanore, 2002
- Vaincre par la sophrologie : exercices pratiques, (sophrologie), Édition Vivez Soleil], 2004
- Prévenir plutôt que guérir : règles de vie pour être bien dans son corps et dans sa tête, Éditions Favre, 2006
- Le rire, une source inépuisable de santé, Édition Lanore, 2007
- Vaincre par la sophrologie : exploiter son potentiel physique et psychologique, Édition Lanore, 2007
- Vaincre par la sophrologie. Tome 1, Exploiter son potentiel physique et psychologique, (sophrologie), Édition  Lanore, 2007
- Vaincre par la sophrologie. Tome 2, Exercices pratiques, (sophrologie), Édition  Lanore, 2007
- Peut-on prévenir le cancer ? : des attitudes à adopter pour conserver son capital santé, (sophrologie), Édition Lanore, 2009